# Hypolimnas arnoldi
Hypolimnas arnoldi är en fjärilsart som beskrevs av Hans Fruhstorfer 1903. Hypolimnas arnoldi ingår i släktet Hypolimnas och familjen praktfjärilar. Inga underarter finns listade i Catalogue of Life.